# 越智久美子
越智 久美子（おち くみこ、1960年2月27日 - ）は、愛知県名古屋市出身のバレリーナ。旧姓は前田。

## 人物
- 自らの練習だけでなく「越智インターナショナルバレエ」の門下生にも積極的に指導や振り付けをしている。
- 夫との年齢差は34歳である。結婚する際両親に猛反対され駆け落ちまでする。その後大屋政子に仲裁してもらい結婚する。
- 子息の越智友則[1]もバレエダンサーである。

## 経歴
- 1965年：クラシックバレエを始める。
- 1974年：海外初出演する。
- 1975年：後の夫となる越智實が運営する「越智 實バレエアカデミィ」（現・越智インターナショナルバレエ）に入団する。
- 1976年：日本で唯一の「アンナ・パヴロワ賞」を最年少で受賞。
- 1977年：第3回モスクワ国際バレエコンクールにて、3位となり銅メダル受賞。
- 1979年：バレエの本場ソビエト連邦にて、ソビエト国立バレエ団の中で主役を演じる。
- 1991年：この年から1993年まで3年連続で、ウクライナ国立キエフ・バレエ団の招聘でゲスト主演。「白鳥の湖」、「ドン・キホーテ」、「ジゼル」などを上演した。
- 1993年：フィギュアスケート選手の浅田真央にバレエの指導を始める（3歳から12歳まで指導した）。
- 2009年：日本テレビ系「1億人の大質問!?笑ってコラえて!」5月13日放送分に出演。コーナー「日本列島 ちょっと昔の旅」で「1970年7月30日賞」を受賞。

## 受賞
- 1976年：アンナ・パヴロワ賞
- 1993年：橘秋子賞優秀賞
- 1997年：文化庁芸術祭優秀賞
- 1999年：服部智恵子賞